# Bicicleta de cartulina

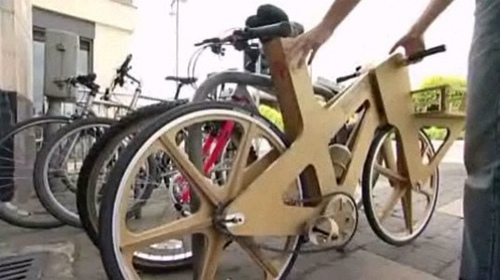
Una bicicleta de cartulina por Phil Bridges

Una bicicleta de cartulina es una bicicleta  compuesta mayoritariamente o enteramente de cartulina. Los prototipos únicos fueron hechos en 2012.  Los beneficios reportados incluyen el bajo coste y la construcción con materiales reciclables y renovables. También se espera que el bajo coste actúe como disuasorio de robo.